# غيرد مولر
غيرهارد «غيرد» مولر  (بالألمانية: Gerhard „Gerd“ Müller) (مواليد 3 نوفمبر 1945 - 15 أغسطس 2021) هو لاعب كرة قدم ألماني سابق، كان هداف كأس العالم 1970 برصيد عشرة أهداف، لعب لأندية نوردلينغن 1861 وبايرن ميونخ.

## مسيرته الكروية

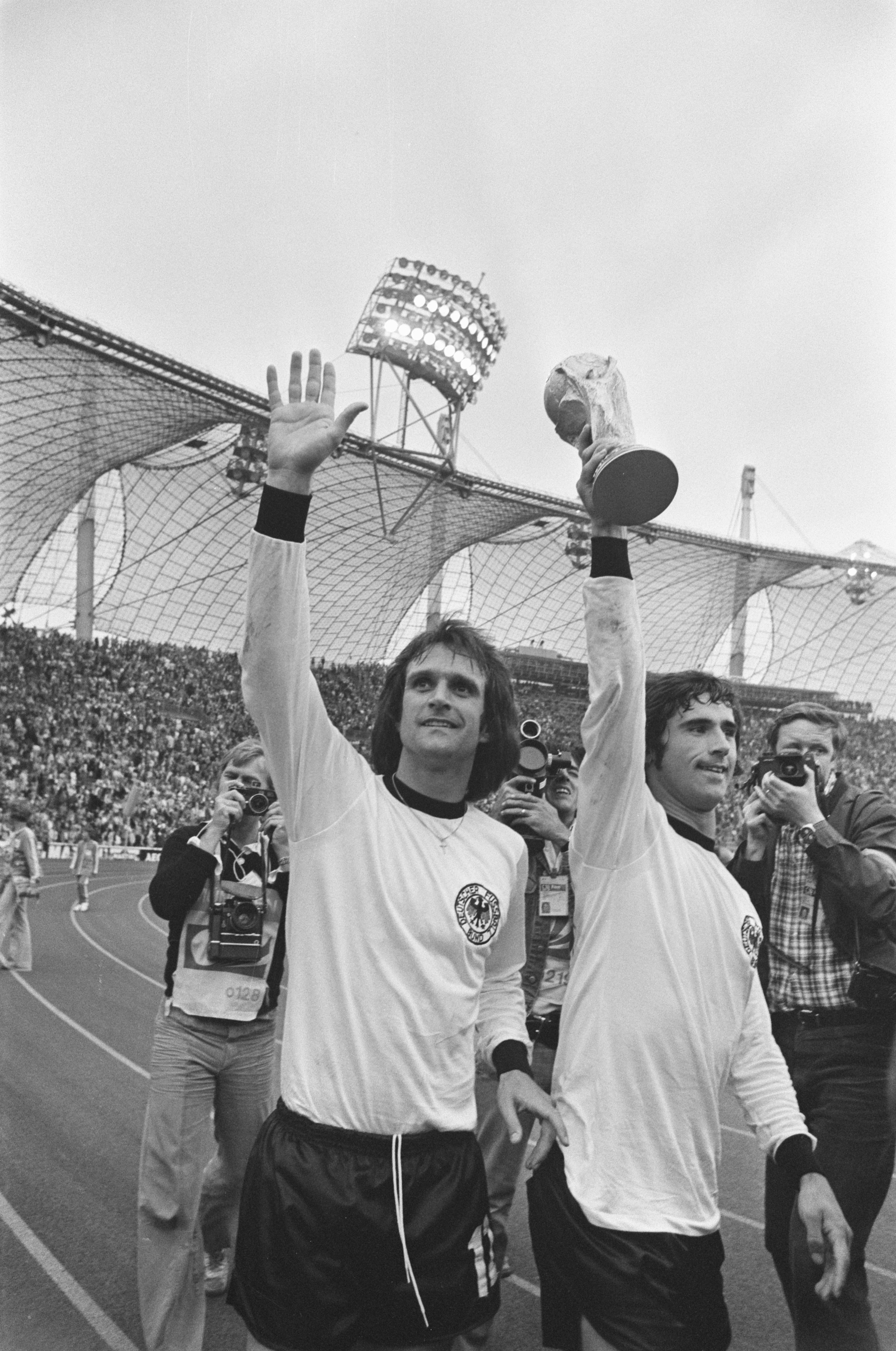
مولر يحمل كأس العالم بجانب فولفغانغ أوفيرات عام 1974

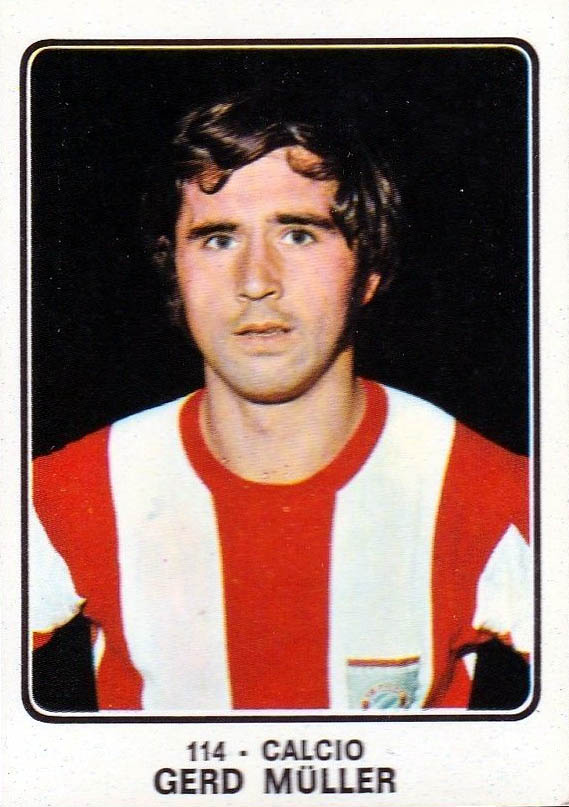
مولر بقميص نادي بايرن ميونخ

كانت حياة هذا اللاعب الألماني القصير القامة الذي لعب في مركز قلب الهجوم مقصورة على تسجيل الأهداف ففي 62 مباراة دولية اشترك فيها تمكن من تسجيل 68 هدفا وهو رقم قياسي قبل ان يحطمه كلوزه في 2014 من هذه المباريات عشرة في مباريات كأس العالم عام 1970. وهدف الفوز في المباراة النهائية ضد هولندا عام 1974.
- سجل غيرد مولر 14 هدفاً في كأس العالم FIFA ظل يتربع بها طويلاً على عرش هدافي البطولة، حتى تفوق عليه رونالدو بتسجيله هدفه الشخصي رقم 15 في مرمى غانا في نهائيات ألمانيا 2006.

لم يكن مولر يمارس تمارين خاصة، وكان يقول عن مهارته: «لدي حاسة خاصة بالتهديف، ولذلك كنت أسبق المدافعين بكسر من الثانية»
- مولر هو واحد من خمسة لاعبين فقط نجحوا في هز الشباك أكثر من 700 مرة في مباريات رسمية، حيث سجل 735 هدفاً.

أحرز مولر 68 هدفاً دولياً، جاء معظمها في فترة رائعة من حياته بين سنتي 1969 و1972، حيث سجل خلال هذه الفترة 47 هدفاً في 34 مباراة.
رغم أن مولر سجل 14 هدفاً في مجموع مشاركاته في بطولات كأس العالم FIFA، فقد وصف تسجيل جوست فونتين 13 هدفاً في بطولة واحدة بأنه رقم قياسي أعظم
- ما زال اسم غيرهارد «غيرد» مولر إلى الآن علامة مسجلة في عالم صناعة الأهداف، حيث لم يستطع أحد حتى أن يقترب من أحد أرقامه القياسية.

وكان مهاجم نادي بايرن ميونيخ والمنتخب الألماني قد تمكن من تسجيل 365 هدفاً في 427 مباراة لعبها في الدوري الألماني الممتاز، وهو معدل من المستبعد أن يصل إليه أي لاعب.
وقد أكّد غيرد صعوبة تكسير رقمه في الدوري المحلي خلال تجربته القصيرة في العالم الموسيقى من خلال أغنية «وبعد ذلك...بوووم!» حيث أنشد قائلاً: «مباراة كرة القدم ليست يسيرة، وتسجيل الأهداف مهمة عسيرة.»
وبعد اعتزاله ترك المهاجم الفذ خلفه مسيرة مليئة بالإنجازات والأمجاد بالإضافة إلى عدد هائل من الأهداف كانت في غاية الجمال والروعة.
وصرح مولر باقتضاب وبلهجة تنم عن انتماء لمدينة نوردلينجن، مسقط رأسه، في حديث لموقع FIFA.com «أهم هدف سجلته كان بلا شك هو هدف الفوز 2-1 في نهائي ألمانيا 1974 بمدينة ميونيخ».
وكان بطل الفترة الذهبية خلال بداية ومنتصف فترة السبعينات بلا منازع، حيث يعود له الفضل في تألق المنتخب الألماني وكذلك نادي بايرن ميونيخ آنذاك، إذ قال رفيق دربه القيصر بيكنباور «كل ما وصل إليه نادي بايرن ميونيخ يعود الفضل فيه إلى غيرد مولر.»
وشهدت سنة 1965 صعود بايرن ميونيخ إلى الدوري الألماني الممتاز بفضل جهود مولر وسيب ماير وفرانز بيكنباور، وهو الثلاثي الذي أوصل الفريق البافاري إلى العالمية. حيث تمكن خلال أول موسم له بين أندية الصفوة من احتلال المركز الثالث في ترتيب الدوري وتحقيق كأس ألمانيا، وهو اللقب الذي أحرزه أيضاً في سنوات 1967 و1969 و1971. أما أول لقب في الدوري فقد بلغه بايرن ميونيخ عام 1969، وتلته ألقاب أخرى في سنوات 1972 و1973 و1974.
أما على المستوى الدولي فقد نجح أبطال ألمانيا من الظفر بكأس أوروبا للأندية الفائزة بالكأس، وهي باكورة ألقابه العالمية علاوة على أن فريق الأحلام السابق احتكر لثلاث مرات على التوالي كأس أبطال أوروبا من 1974 حتى 1976، ثم توج هذه السلسة الرائعة من الألقاب بفوزه بكأس العالم للأندية بعدما تغلب على الفريق البرازيلي بيلو هوريزونتي (2-0 و0-0).
ولم يكن النادي البافاري يحلم بهذه النجاحات من دون غيرد مولر، الذي كان هداف فريقه ابتداء من موسم 1964-1965 حتى موسم 1977-1978. كما فاز بلقب هداف الدوري الألماني الممتاز سبع مرات (1967 و1969 و1970 و1972 و1973 و1974 و1978) بالإضافة إلى أنه حقق رقماً قياسياً، بتسجيله 40 هدفاً، ظل صامداً إلى يومنا هذا.

### تألق عالمي
ولم تكن سوى مسألة وقت حتى فرض ماكينة الأهداف الألمانية نفسه على مدرب المانشافت هيلموت شون، الذي لم يجد بداً من استدعائه للمنتخب الألماني نظراً لعروضه القوية. وكانت مشاركته الأولى، سنة 1966، ضمن التشكيلة الأساسية للفريق ناجحة بكل المقاييس، حيث انتهت بالفوز خارج الميدان على المنتخب التركي بهدفين نظيفين. وخلال نهائيات كأس العالم المكسيك FIFA 1970 ضرب غيرد مجدداً بقوة، حيث استحق لقب هداف الدورة بعد توقيعه على عشرة أهداف كاملة، كما شكل بصحبة أوفي سيلر ثنائياً هجومياً ناجحاً. وعلق مولر على هذه الدورة في تصريح لموقع FIFA.com قائلاً: «تمثل هذه الدورة بالنسبة لي أكثر ما تمثله دورة 1974، لاسيما وأننا كنا نملك فريقاً رائعاً، رغم أن الكثيرين يعتبرون الفريق الفائز ببطولة أوروبا لعام 1972 هو الأفضل على الإطلاق».
واحتفل مع منتخب ألمانيا بلقب بطولة أوروبا عام 1972 بعد الفوز في المباراة النهائية على الدب الروسي. وكان نهائي ألمانيا 1974، الذي وضع منتخب ألمانيا بنجومه الكبار أمام منتخب الكرة الشاملة بقيادة يوهان كرويف وجهاً لوجه، فرصة مواتية ليخط غيرد أجمل السطور في تاريخ الكرة العالمية بتسجيل هدفه الشهير. وفي وصفه للهدف التاريخي، الذي سجله في الدقيقة 43 من المباراة، على أرض ملعب ميونيخ الأوليمبي قال مولر: مرر رينر بونهوف كرة عرضية إلى منطقة الجزاء، عدوت نحوها بين لاعبين هولنديين، وتراجعت إلى الوراء قليلاً لأن التمريرة كانت خلفية، وحطت الكرة بالقرب من قدمي اليسرى، فاستدرت وسددت، ورأيت الكرة داخل الشباك".
وبعد أن أصبح بطل العالم سنة 1974 وهو في سن 28 أعلن اعتزاله اللعب دولياً، وتقول بعض الشائعات أن السبب يعود لعدم دعوة زوجات اللاعبين لحضور الحفل الذي أقامه الاتحاد الألماني لكرة القدم إثر الفوز بالكأس العالمية. إلا أن الحقيقة هي عكس ذلك، حيث قال مولر «لقد أخبرت المدرب شون عن اعتزالي قبل النهائي بثلاثة أيام، لكنه طلب مني ألا أخبر أحداً عن الأمر إلى ما بعد المباراة النهائية، وهذا كل شيء لا أكثر ولا أقل». أما السبب الحقيقي وراء ذلك فهو مكافآت الفوز باللقب العالمي، التي قال عنها مولر أنها «مضحكة».

### محنه وجوائز
وأقيمت مباراة تكريم أسطورة الكرة الألمانية في سبتمبر/أيلول 1983 أمام 50.000 متفرج، حيث لعب خلال الشوط الأول مع بايرن ميونيخ، ثم ارتدى قميص المنتخب الألماني خلال الشوط الثاني الذي لم يلعب منه إلا بضع دقائق فقط. وانتهت المباراة لصالح بايرن ميونيخ بنتيجة 4-2، وعلى غير المعتاد لم يسجل مولر أي هدف.
وبعد إسدال الستار على مشوار كروي حافل، مر مولر بأزمة حادة، حيث لم يستوعب انتقاله من قمة النجومية إلى حياة الظل. ولم يعرف ما عليه فعله، فبعد أن كان يقضي ساعات مع المعجبين ويلعب كرة القدم مع المشاهير، صار يبدد معظم وقته أمام شاشة التلفاز وفي الشجار مع زوجته. وزاد إدمانه على الكحول من حدة وضعه كما أقر بنفسه «لقد دمرت حياتي بنفسي». لكن مولر كان محظوظاً، إذ ساعده أصدقاؤه في بايرن ميونيخ، وخصوصاً مدير الأعمال أولي هونيس، على الوقوف مجدداً على قدميه. وبعد قضائه أربعة أسابيع ناجحة بمدينة جارميش بارتنكيرشن للعلاج من الإدمان، وقع الهداف السابق عقداً لنادي بايرن ميونيخ العريق عام 1992، وكانت مهمته هي البحث عن رعاة جدد وكذلك التنقيب على المواهب الجديدة بالإضافة إلى المشاركة في تدريب المهاجمين وحراس المرمى، وتحمل بعد ذلك مهمة تدريب فريق الشباب، ثم صار مدرباً مساعداً للفريق الأول. ونال سنة 1992 شهادة التدريب ودرب منذ موسم 1995-1996 فريق بايرن ميونيخ للهواة في الدوري الإقليمي الألماني. أما اليوم فقد استعاد مولر توازنه وأمسك بزمام الأمور في حياته، وهو يشعر بالسعادة لذلك «لا وجود لمكان أفضل من بايرن ميونيخ».
وبمناسبة الحفل الكبير الذي أقيم احتفالاً بالذكرى 40 لبداية الدوري الألماني، تم تكريم مولر وذلك للدور الكبير الذي لعبه في تاريخ الدوري الألماني. ووقف الحضور، الذي تجاوز الألف في مجمع كولونويم بمدينة كولن، فأمطر اللاعب السابق بوابل من التصفيق في لحظات احتفالية مؤثرة عبرت عن الاحترام والتقدير إزاء اللاعب الذي سطر تاريخاً كروياً استثنائياً.
وحظي مولر طيلة مشواره بالعديد من الجوائز التقديرية، حيث تم اختياره أفضل لاعب في ألمانيا سنة 1967 عندما كان عمره 27 سنة، وبعد ذلك بعامين توج باللقب نفسه مرة أخرى. وبعدما أحرز جائزة الحذاء الذهبي في الأرجنتين 1970، كان أول ألماني يفوز بلقب أفضل لاعب أوروبي في السنة. وتم اختياره أيضا ثلاث مرات على التوالي ضمن تشكيلة فريق FIFA المثالي في سنوات (1971 و1972 و1973)، واختير كذلك سنة 1973 ضمن تشكيلة فريق UEFA لسنة 1973. وبجانب الجوائز التقديرية الكروية منح جائزة ورقة الغار الفضية سنة 1967، ووسام الإستحقاق الألماني سنة 1977. أما في مايو/أيار 1998 فقد تسلم وسام الإستحقاق من FIFA، كما تم اختياره كذلك لتمثيل مدينة ميونيخ كسفير لبطولة كأس العالم ألمانيا 2006 FIFA.

### أفراح وأتراح
وفي عام 1979 قبل غيرد مولر عرضاً مغرياً للسفر برفقة زوجته أوشي وابنته نيكول للعب في الولايات المتحدة الأمريكية، كما أراد أن يبدأ صفحة جديدة في مشواره الكروي بعدما أصبح خارج حسابات المدرب السابق لنادي بايرن ميونيخ بال سيرني حتى أنه تم استبداله لأول مرة في حياته قبل نهاية المباراة. وقع مولر في 6 مارس/آذار 1979 لمدة سنتين ونصف لصالح نادي فورت لاودردال سترايكرز، الذي يلعب في دوري أمريكا الشمالية للمحترفين، وبلغ معه عام 1980 نهائي الدوري، إلا أنه خسره أمام فريق كوزموس نيويورك، الذي يلعب له زميله السابق فرانز بيكنباور، بنتيجة 3-0. وخاض 80 مباراة بين 1979 و1981 في الدوري الأمريكي، بلغ فيها الشباك 40 مرة. وأنهى مسيرته الرياضية مع نادي سميث براذرز لاونج، ولم يضع فقط حداً لمساره الكروي في فلوريدا، بل افتتح أيضاً متجر ستيك هاوس أمبري. وبما أنه قرر البقاء نهائياً في الولايات المتحدة الأمريكية باع كل ممتلكاته بمدينة ميونيخ. وفي النهاية اشتد عليه الحنين إلى الديار، فعاد في أبريل/نيسان 1984 مع أسرته إلى ميونيخ حيث الأصدقاء القدامى.

## بدايته
ولد غيرد مولر ثالث أعظم هداف في تاريخ كأس العالم في ألمانيا في نوفمبر عام 1945 وبدأ حياته الرياضية في نادي نورلينغ قبل أن ينتقل إلى بايرن ميونخ وهو في سن الثامنة عشر وذلك عام 1964. انضم للمنتخب عام 1966 وأظهر مهارة بارعة في المراوغة والتخلص من المدافعين مكنته من تسجيل هذا الرقم الكبير من الأهداف.
- الرباع ذو الساقين القصيرتين

ولما التحق غيرد مولر سنة 1964 بنادي بايرن ميونيخ، الذي كان ينافس في دوري الدرجة الثانية وقتئذ، كان مدرب الفريق زلاتكو «تشيك» كاجكوفسكي يسخر منه ويقول «ماذا عساي أن أفعل برباع في فريقي؟». وبالفعل، كان مولر يبدو كحامل أثقال من أوروبا الشرقية بالنظر لضخامة الجزء العلوي من جسده وقصر ساقيه، بالإضافة إلى فخذيه الممتلئتين.
لكن القدر ابتسم مبكراً للاعب الممتلئ، إذ بدأ مشواره الكروي في سن التاسعة في مسقط رأسه بمدينة نوردلينجن، التي لا تبعد عن ميونيخ سوى ساعة ونصف بالسيارة. وببلوغه سن 17 تدرج في جميع الفئات العمرية لنادي نوردلينجن، وخلال موسم 1962-1963 سجل لفريقه حصة هائلة من الأهداف بلغت 180، وذلك بفضل سلطة البطاطس التي كانت تعدها له ماما كاتارينا.
وأبقاه كاجكوفسكي طوال عشر مباريات على دكة الاحتياط، إلى أن أقحمه في التشكيلة الأساسية للفريق بإيعاز من الرئيس السابق لنادي بايرن ميونيخ فيلهيلم نويديكر، الذي كان يعمل مقاولاً في مجال البناء. ولم يكن مولر ينتظر أكثر من ذلك، حيث تمكن في بدايته الأولى في البطولة الإقليمية في أكتوبر/تشرين الأول 1964 من هز شباك نادي فرايبورغ مرتين. وكانت تلك أول لبنة في مشواره الكروي على مستوى الكرة العالمية، ومنذ ذلك الوقت أصبح مدربه كاجكوفسكي يناديه بلقب «مولر القصير البدين».

## أهدافه
هداف كأس العالم عام 1970 بتسجيله 10 أهداف في ست مباريات. فاز مع المنتخب الألماني ببطولة أمم أوروبا 1972. سجل هدف البطولة لألمانيا في المباراة النهائية ضد هولندا في كأس العالم 1974. يعتبر ثالث أكثر هدافي بطولات كأس بعد رونالدو نزاريو الثاني وكلوزه الاول العالم بتسجيله 14 هدفا في بطولتين. 10 منها عام 1970 و4 في بطولة 1974 هذا وقد تغلب على هذا الرصيد من الأهداف رونالدو دي ليما البرازيلي حيث أحرز 9 أهداف في كأس العالم 2002 وأكملها 15 هدفا عام 2006 أمام غانا إلى 15 هدف.
يذكر ان مولر ثاني هدافي العالم ب 85 هدف في 60 مباراة بدون أي ركلة ترجيح
وهو الهداف التاريخي للدوري الألماني للدرجة الأولى. بإحرازة 365 هدفا في 427 مباراة. بمعدل قياسي للأهداف بمعدل 1.2 هدف لكل مباراة.

## الإحصاء

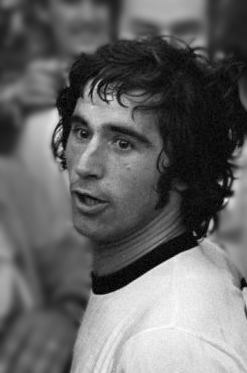
غيرد مولر مع منتخب ألمانيا الغربية

### النادي
ويشير عدد الأهداف في الغامقة إلى أن مولر كان هداف البطولة لهذا الموسم.
| أداء النادي               | أداء النادي               | أداء النادي               | الدوري | الدوري  | الكأس  | الكأس   | قاري   | قاري   | قاري    | أخرى   | أخرى    | المجموع | المجموع | ملاحظات                 |
| الموسم                    | النادي                    | الدرجة                    | الظهور | الأهداف | الظهور | الأهداف | منافسة | الظهور | الأهداف | الظهور | الأهداف | الظهور  | الأهداف | ملاحظات                 |
| ------------------------- | ------------------------- | ------------------------- | ------ | ------- | ------ | ------- | ------ | ------ | ------- | ------ | ------- | ------- | ------- | ----------------------- |
| 1963–64                   | نوردلينغن 1861            | بيزيركسليغا ششوابين       | 31     | 51      | —      | —       | —      | —      | —       | —      | —       | 31      | 51      |                         |
| 1964–65                   | بايرن ميونخ               | دوري إقليم الجنوب         | 26     | 33      | —      | —       | —      | —      | —       | 6      | 6       | 32      | 39      |                         |
| 1965–66                   | بايرن ميونخ               | البوندسليغا               | 33     | 15      | 6      | 1       | —      | —      | —       | —      | —       | 39      | 16      |                         |
| 1966–67                   | بايرن ميونخ               | البوندسليغا               | 32     | 28      | 4      | 7       | CWC    | 9      | 8       | —      | —       | 45      | 43      | [ stats 2 ]             |
| 1967–68                   | بايرن ميونخ               | البوندسليغا               | 34     | 19      | 4      | 4       | CWC    | 8      | 7       | —      | —       | 46      | 30      |                         |
| 1968–69                   | بايرن ميونخ               | البوندسليغا               | 30     | 30      | 5      | 7       | —      | —      | —       | —      | —       | 35      | 37      |                         |
| 1969–70                   | بايرن ميونخ               | البوندسليغا               | 33     | 38      | 3      | 4       | EC     | 2      | 0       | —      | —       | 38      | 42      |                         |
| 1970–71                   | بايرن ميونخ               | البوندسليغا               | 32     | 22      | 7      | 10      | ICFC   | 8      | 7       | —      | —       | 47      | 39      |                         |
| 1971–72                   | بايرن ميونخ               | البوندسليغا               | 34     | 40      | 6      | 5       | CWC    | 8      | 5       | —      | —       | 48      | 50      |                         |
| 1972–73                   | بايرن ميونخ               | البوندسليغا               | 33     | 36      | 5      | 7       | EC     | 6      | 12      | 5      | 12      | 49      | 67      | [ stats 3 ]             |
| 1973–74                   | بايرن ميونخ               | البوندسليغا               | 34     | 30      | 4      | 5       | EC     | 10     | 8       | —      | —       | 48      | 43      | [ stats 4 ]             |
| 1974–75                   | بايرن ميونخ               | البوندسليغا               | 33     | 23      | 3      | 2       | EC     | 7      | 5       | —      | —       | 43      | 30      | [ stats 5 ]             |
| 1975–76                   | بايرن ميونخ               | البوندسليغا               | 22     | 23      | 6      | 7       | EC     | 7      | 5       | —      | —       | 34      | 35      | [ stats 6 ]             |
| 1976–77                   | بايرن ميونخ               | البوندسليغا               | 25     | 28      | 4      | 11      | EC     | 4      | 5       | —      | —       | 37      | 48      | [ stats 7 ] [ stats 8 ] |
| 1977–78                   | بايرن ميونخ               | البوندسليغا               | 33     | 24      | 3      | 4       | يويفا  | 6      | 4       | —      | —       | 42      | 32      | [ stats 9 ]             |
| 1978–79                   | بايرن ميونخ               | البوندسليغا               | 19     | 9       | 2      | 4       | —      | —      | —       | —      | —       | 21      | 13      |                         |
| المجموع                   | بايرن ميونخ               | البوندسليغا               | 427    | 365     |        |         |        |        |         |        |         |         |         |                         |
| المجموع                   | بايرن ميونخ               | مجموع بايرن               | 453    | 398     | 62     | 78      | —      | 79     | 70      | 11     | 18      | 605     | 564     |                         |
| مجموع كرة القدم الألمانية | مجموع كرة القدم الألمانية | مجموع كرة القدم الألمانية | 484    | 449     | 62     | 78      | —      | 79     | 70      | 13     | 20      | 636     | 615     |                         |
| 1979                      | فورت لودرديل سترايكرز     | اتحاد أميركا الشمالية     | 25     | 19      | —      | —       | —      | —      | —       | —      | —       | 25      | 19      |                         |
| 1980                      | فورت لودرديل سترايكرز     | اتحاد أميركا الشمالية     | 29     | 14      | —      | —       | —      | —      | —       | —      | —       | 29      | 14      |                         |
| 1981                      | فورت لودرديل سترايكرز     | اتحاد أميركا الشمالية     | 17     | 5       | —      | —       | —      | —      | —       | —      | —       | 17      | 5       |                         |
| المجموع                   | فورت لودرديل سترايكرز     | اتحاد أميركا الشمالية     | 71     | 38      | —      | —       | —      | —      | —       | —      | —       | 71      | 38      |                         |
| الإجمالي                  | الإجمالي                  | الإجمالي                  | 555    | 487     | 62     | 78      | —      | 79     | 70      | 11     | 18      | 707     | 653     |                         |

1. ↑  تشمل كأس أوروبا (35 مباراة /35 هدف)، كأس الكؤوس الأوروبية (25/20)، كأس المعارض الأوروبية (8/7)، الدوري الأوروبي (6/4)، كأس السوبر الأوروبي (3/3) وكأس الإنتركونتيننتال (2/1)
2. ↑  مشترك بأعلى قائمة الهدافين في البوندسليغا مع لوتار إيميريش
3. ↑  5 مباراة و 12 هدف في  كأس الدوري الألماني 1972–73
4. ↑  مشترك بأعلى قائمة الهدافين في البوندسليغا مع يوب هاينكس
5. ↑  مشترك بأعلى قائمة الهدافين في كأس أوروبا مع إدوارد ماركاروف
6. ↑  1 مباراة في كأس السوبر الأوروبي 1975
7. ↑  مشترك بأعلى قائمة الهدافين في كأس أوروبا مع فرانكو كوتشينوتا (5 أهداف لكلا منهما)
8. ↑  مباراتين (3 أهداف) في كأس السوبر الأوروبي 1976، 2 مباراة (1 هدف) في كأس الإنتركونتيننتال 1976
9. ↑  مشترك بأعلى قائمة الهدافين في البوندسليغا مع ديتر مولر

### الدولية

#### إحصائيات المنتخب
| منتخب ألمانيا                | منتخب ألمانيا | منتخب ألمانيا |
| العام                        | الظهور        | الأهداف       |
| ---------------------------- | ------------- | ------------- |
| مباريات ودية – 1966          | 1             | 0             |
| مباريات ودية – 1967          | 1             | 1             |
| تصفيات بطولة أمم أوروبا 1968 | 3             | 6             |
| مباريات ودية – 1968          | 1             | 0             |
| تصفيات كأس العالم 1970       | 6             | 9             |
| مباريات ودية – 1969          | 3             | 2             |
| مباريات ودية – 1970          | 5             | 2             |
| كأس العالم 1970              | 6             | 10            |
| مباريات ودية – 1971          | 4             | 7             |
| تصفيات بطولة أمم أوروبا 1972 | 7             | 6             |
| مباريات ودية – 1972          | 3             | 8             |
| بطولة أمم أوروبا 1972        | 2             | 4             |
| مباريات ودية – 1973          | 8             | 7             |
| مباريات ودية – 1974          | 5             | 2             |
| كأس العالم 1974              | 7             | 4             |
| المجموع                      | 62            | 68            |

#### الأهداف الدولية
سجل مولر 68 هدفاً في 62 مباراة لألمانيا الغربية. كانت أهدافه الـ14 في بطولات كأس العالم لكرة القدم هي صاحبة الرقم القياسي بين عامي 1974 إلى 2006. وقد كسر هذا الرقم في عام 2006 من قبل البرازيلي رونالدو، وبعد ذلك بثماني سنوات في 2014 من قبل الألماني ميروسلاف كلوزه، الذي كسر أيضاً سجل مولر لأهداف ألمانيا.

## وصلات خارجية
- جيرد مولر على موقع IMDb (الإنجليزية)
- جيرد مولر على موقع الموسوعة البريطانية (الإنجليزية)
- جيرد مولر على موقع مونزينجر (الألمانية)
- جيرد مولر على موقع ميوزك برينز (الإنجليزية)
- جيرد مولر على موقع قاعدة بيانات الأفلام السويدية (السويدية)
- جيرد مولر على موقع ديسكوغز (الإنجليزية)
- جيرد مولر على موقع قاعدة بيانات الفيلم (الإنجليزية)
- جيرد مولر على موقع كينوبويسك (الروسية)
- جيرد مولر على موقع الاتحاد الدولي (مؤرشف)  (الإنجليزية)
- جيرد مولر على موقع الاتحاد الأوربي (الإنجليزية)
- جيرد مولر على موقع قاعدة بيانات كرة القدم.إي يو (الإنجليزية)
- جيرد مولر على موقع بيانات كرة القدم. دي إي (الألمانية)
- جيرد مولر على موقع ليكيب (الفرنسية)
- جيرد مولر على موقع ناشيونال فوتبول تيمز (الإنجليزية)
- جيرد مولر على موقع عالم كرة القدم.نت (الإنجليزية)
- جيرد مولر على موقع كووورة
- إحصائيات عن مباريات وأهداف مولر على RSSSF.com

| سبقه أوزيبيو | هداف كأس العالم 1970 | تبعه غجيغوج لاتو |